# Luigi Sartori
Luigi Sartori (Spresiano, 19 maggio 1817 – Dresda, 22 febbraio 1844) è stato un pianista e compositore italiano.

## Biografia
Tra i primi pianisti-compositori italiani dell'Ottocento ad acquistare fama europea, Luigi Sartori venne avviato agli studi musicali dal padre Pietro, organista. Studiò inoltre teologia a Padova, venendo ordinato sacerdote nel 1840 ed esercitando brevemente il sacerdozio nel veneziano.

Nel 1841 venne assunto come precettore da una famiglia nobile, al cui seguito viaggiò in importanti centri europei. Fino ad aprile del 1842 fu a Nizza, dove conobbe e strinse amicizia Sigismund Thalberg. Fu successivamente a Lione e a Parigi, dove incontrò Franz Liszt (dal quale pare essere stato ricevuto con vivo apprezzamento). Dopo un breve soggiorno in Svizzera decise di non seguire in Russia la famiglia a cui era al seguito, stabilendosi invece a Monaco, soggiornando a corte per molti mesi su invito della corona bavarese. Lì approfondì lo studio della composizione con Johann Kaspar Aiblinger e Joseph Hartmann Stuntz. Diede molti concerti, e fece anche opera di carità esibendosi a favore degli indigenti. 
"Eccezionale virtuosismo e un suono vigoroso [...], Sartori occupa un posto particolare tra i nuovi pianisti, con uno stile originale, fantasioso, a volte bizzarro" (dalla recensione sul "Münchener politische Zeitung" di un concerto a Monaco nel 1843).
Prima di far brevemente ritorno in Italia, visitò inoltre e i Paesi Bassi e il Belgio (Bruxelles).
Rientrato in Italia nell'aprile del 1843, già a giugno era a Trieste sulla via per Vienna, città dove fu apprezzato dai Metternich e colse l'appellativo di "Liszt italiano".
Nonostante l'aggravarsi del suo precario stato di salute, si spostò a Dresda nelle prime settimane del 1844, con l'idea di proseguire il viaggio per stabilirsi in seguito a Parigi. Venne accolto calorosamente, e incontrò nuovamente Liszt. Il rapido precipitare delle sue condizioni fisiche impedì lo svolgimento di un grande concerto previsto per il 17 febbraio all'Hotel de Pologne.
Si spense infatti pochi giorni dopo, il 22 febbraio, ricevendo il conforto nelle ultime ore da un altro sacerdote italiano. Riposa tuttora nel Cimitero cattolico di Dresda accanto a Carl Maria von Weber.
Il 10 maggio dello stesso anno venne ricordato con una celebrazione religiosa a Treviso (durante la quale fu eseguito il Requiem in re minore di Cherubini) e un'epigrafe in sua memoria venne apposta nella Chiesa di Sant'Agnese.

## Produzione musicale
Il virtuosismo pianistico prevalse in Sartori sulla pratica compositiva e la sua precoce scomparsa, con la misteriosa scomparsa dei suoi manoscritti, lo relegò fra le celebrità presto dimenticate. Gli atteggiamenti romantici che riaffiorano nelle sue composizioni edite da Ricordi, avvalorano tuttavia il successo che all'epoca riscosse nelle principali capitali europee.